# Jurij Lusjkov
Jurij Mikhajlovitj Lusjkov (russisk: Ю́рий Миха́йлович Лужко́в, tr. Júrij Mikhájlovitj Lusjkóv; født 21. september 1936 i Moskva, Sovjetunionen, død 10. december 2019) var en russisk politiker. Han var borgmester i Moskva fra 1992 til 2010. Lusjkov var formand og medstifter af partiet Forenede Rusland. 

## Professional karriere
Fra 1953 til 1958 studerede Lusjkov på Gubkin Russiske statsuniversitet for olie og gas. Fra 1958 til 1964 var han videnskabelig medarbejder på Moskva videnskabelige forskningsinstitut for plastic. Han blev medlem af det Sovjetunionens kommunistiske parti (SUKP) i 1968. I de næste 20 år arbejdede han i den kemiske industri.

## Politisk karriere
I 1977 blev han for første gang udpeget til medlem af Moskva byråd (Mossovet) og i 1987 blev han flyttet til den udøvende afdeling af Moskva bystyre (Mosgorispolkom), hvor han havde forskellige poster, som regel et niveau under borgmesteren.
I 1991 blev Gavriil Popov valgt som borgmester i de første frie valg. Ifølge den officielle version var Popov ikke en erfaren administrator, men snarere en universitetsprofessor hvis popularitet stammede fra han pro-demokratitaler og artikler.
Lusjkov, der havde stillingen som formand for Moskvas bystyre på det tidspunkt, blev udnævnt til borgmester af Boris Jeltsin den 6. juni 1992. Lusjkov blev mere populær blandt moskovitterne end Popov. Hans politik inkluderede gratis transport til de ældre og en erhvervsvenlig politik. Han blev første gang valgt som borgmester 16. juni 1996 (95% af stemmerne) og genvalgt den 19. december 1999 (70% af stemmerne) og igen den 7. december 2003 (75% af stemmerne). 
I 1998 hvor Boris Jeltsins politiske problemer voksede dannede Lusjkov sit eget politiske parti, Otetjestvo (Fædreland), som skulle danne en base til det kommende præsidentvalg. Otetjestvo havde støtte fra mange magtfulde regionale politikere, og det vandt yderligere støtte da det fusionerede med Vsja Rossija (Hele Rusland) for at danne Otetjestvo-Vsja Rossija. Mange observatører af russisk politik mente at Lusjkov og hans nye allierede tidligere premierminister Jevgenij Primakov, vil være sandsynlige som erstatning for både Jeltsin og hans indercirkel i parlaments- og præsidentvalgene, der var planlagt til slutningen af 1999 og midten af 2000. 
Lusjkovs lykke vendte dog da Boris Jeltsin udnævnte Vladimir Putin som Formand for det Russiske parlament (predsedatel', eller premierminister) i august 1999. Selv om han var stort set ukendt ved sin tiltræden, mente observatører af russisk politik, at Putin hurtigt vandt støtte i befolkningen på baggrund af en hård lov-og-orden politik bakket op af magtfulde statsejede og statsallierede medier og økonomiske interesser. Den hårde valgkamp til Dumaen i efteråret 1999 endte med at Otetjestvo-Vsja Rossija kom ind som nummer 3. Lusjkov og hans parti indgik et kompromis og lod sig fusionere med pro-Putin partiet Forenet parti for at danne partiet Forenede Rusland, og han støttede Putin i præsidentvalget i 2000, som Putin nemt vandt. Selvom Lusjkov er med-formand i partiet var han i de seneste år mindre aktiv i landspolitik.